# Livio Fongaro
Livio Fongaro (Valdagno, 2 gennaio 1931 – Valdagno, 11 luglio 2007) è stato un allenatore di calcio e calciatore italiano, di ruolo terzino.

## Carriera

### Giocatore
Si formò nella Virtus Valdagno, club che lasciò nel 1950 per il Marzotto Valdagno, dove conquistò una storica promozione in Serie B nel 1951, rimanendo fino al 1955, anno in cui venne ingaggiato dall'Inter.
Con i milanesi esordì in Serie A il 18 settembre 1955 nella vittoria casalinga per 2-0 contro il Novara. Nel capoluogo lombardo rimase per sei stagioni, disputando 157 partite in Serie A ed altre 9 nelle prime tre edizioni di Coppa delle Fiere.
Nel 1961 si trasferì dall'Inter al Genoa insieme ad altri tre giocatori, ovvero Orazio Rancati, Mario Da Pozzo e Edwing Roland Firmani.
Con i rossoblu conquistò nella prima stagione la promozione in Serie A e nel 1962-1963 la salvezza, raggiunta all'ultima giornata con una vittoria casalinga per 1-0 sul Bologna, partita che Fongaro disputò per intero benché infortunato (all'epoca non erano previste sostituzioni per i giocatori di movimento), mentre nell'ultimo anno con il Grifone divenne anche l'allenatore in seconda di Beniamino Santos.

### Allenatore
Lasciato il calcio giocato si sedette sulla panchina delle giovanili del Genoa. La stagione seguente siede sulla panchina delle giovanili dell'Inter.
L'11 dicembre 1967 viene assunto come allenatore del Genoa, che guiderà brevemente venendo sostituito da Aldo Campatelli.
La stagione seguente è alla guida del Sottomarina che guiderà a più riprese sino al 1976, prima di sedere sulla panchina dell'Udinese.
L'ingaggio all'Udinese è voluto da Teofilo Sanson, nell'ambito del rilancio della società friulana dopo lo scioglimento della vecchia "Associazione Calcio Udinese". I bianconeri ottengono però solo un secondo posto dietro alla Cremonese.
Dopo un anno di inattività guida il Bolzano che conduce nel 1978-1979 al nono posto in Serie C2 dopo una buona stagione senza però acuti.
Per i tre anni seguenti è alla guida del Conegliano. Il primo anno in Veneto si conclude al quarto posto in Serie C. Nella seconda stagione ottiene la salvezza mentre nell'ultimo anno di permanenza viene esonerato.
Dopo una breve esperienza al Pordenone Calcio chiude la carriera al Calcio Mestre nel 1986.

## Palmarès

### Giocatore

#### Competizioni nazionali
- Serie C: 1

Marzotto Valdagno: 1950-1951
- Serie B: 1

Genoa: 1961-1962